# Cucina paraguaiana

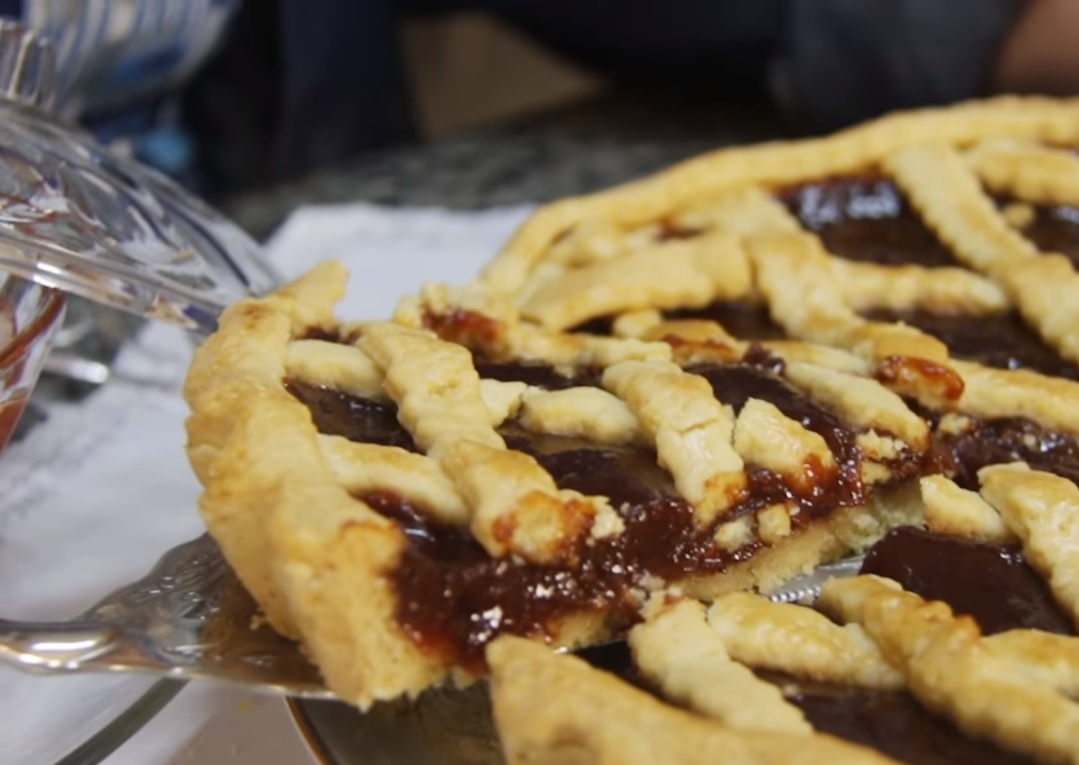
Pasta frolla paraguaiana, con base di biscotto e marmellata di guava.

La cucina paraguaiana è l'espressione dell'arte culinaria sviluppata in Paraguay. Questa è stata influenzata dalle diverse etnie che vivono nel paese. La gastronomia influenzata dalla cultura gastronomica guaranì e spagnola è la più caratteristica della cucina paraguaiana, a cui si aggiungono i contributi dei gruppi migratori storici, come quello italiano e tedesco. La città di Asunción è l'epicentro della cultura gastronomica nazionale che va a influenzare tutto il Paraguay e la regione del Rio della Plata, oltre al Mato Grosso do Sul.

## Pietanze
Tra le pietanze della cucina paraguaiana vi è la Chipa, comunemente consumato durante il periodo pasquale.